# Найбільші бібліотеки світу
Найбільші бібліотеки світу за обсягом книжкового фонду. 
| №  | Назва                                                                    | Розташування                                   | Одиниць зберігання | Книг                  | Відвідувачів на рік | Бюджет       | Персонал, осіб |
| -- | ------------------------------------------------------------------------ | ---------------------------------------------- | ------------------ | --------------------- | ------------------- | ------------ | -------------- |
| 1  | Британська бібліотека                                                    | Велика Британія, Лондон                        | 150 млн            | 14 млн                | 1,75 млн            | 141 млн £    | 1977           |
| 2  | Бібліотека Конгресу                                                      | США, Вашингтон                                 | 145 млн            | 21,8 млн              | 1,75 млн            | 647 млн $    | 3624           |
| 3  | Нью-Йоркська публічна бібліотека                                         | США, Нью-Йорк                                  | 53,1 млн           | 14 млн                | 18 млн              | 250 млн $    | 2937           |
| 4  | Російська державна бібліотека                                            | Росія, Москва                                  | 42,7 млн           | 17,5 млн              | 1,2 млн             | 1 570 млн р  | 2141           |
| 5  | Російська національна бібліотека                                         | Росія, Санкт-Петербург                         | 35,7 млн           |                       | 1,1 млн             |              |                |
| 6  | Національна парламентська бібліотека Японії                              | Японія, Токіо, Кіото                           | 35,6 млн           | 9,3 млн               | 654 тис             | 21,8 млрд ¥  | 908            |
| 7  | Національна бібліотека Франції                                           | Франція, Париж                                 | 31 млн             | 14 млн                | 1,3 млн             | 254 млн €    | 2651           |
| 8  | Королівська бібліотека Данії                                             | Данія, Копенгаген                              | 30,2 млн           | 6,2 млн (з журналами) | 850 тис             | 324 млн крон | 423            |
| 9  | Національна бібліотека Китаю                                             | КНР, Пекін                                     | 27,8 млн           | 9,4 млн               | 5,2 млн             |              | 1365           |
| 10 | Бібліотека Російської академії наук                                      | Росія, Санкт-Петербург                         | 26,5 млн           | 9,5 млн               |                     |              |                |
| 11 | Національна бібліотека Іспанії                                           | Іспанія, Мадрид                                | 25 млн             | 15 млн                |                     | 52,9 млн €   | 1090           |
| 12 | Німецька національна бібліотека                                          | Німеччина, Лейпциг, Франкфурт-на-Майні, Берлін | 24,7 млн           | 13,1 млн              | 904 тис.            | 42,2 млн €   | 622            |
| 13 | Берлінська державна бібліотека                                           | Німеччина, Берлін                              | 23,4 млн           | 10,8 млн              | 1,4 млн             |              |                |
| 14 | Бостонська публічна бібліотека                                           | США, Бостон                                    | 22,4 млн           | 7,6 млн               |                     | 38,9 млн $   |                |
| 15 | Бібліотека та архів Канади                                               | Канада, Оттава                                 | 20 млн             |                       |                     | 127 млн C$   | 1152           |
| 16 | Бібліотека штату Нью-Йорк                                                | США, Олбані                                    | 20 млн             |                       |                     |              |                |
| 17 | Бібліотека Гарвардського університету                                    | США, Кембридж                                  | 16,6 млн           |                       |                     | 167 млн $    | 1100           |
| 18 | Національна бібліотека України імені В. І. Вернадського                  | Україна, Київ                                  | 15,5 млн           |                       | 500 тис.            | 50,3 млн ₴   | 900            |
| 19 | Бібліотека природничих наук РАН                                          | Росія, Москва                                  | 15 млн             |                       |                     |              | 300            |
| 20 | Державна публічна науково-технічна бібліотека Сибірського відділення РАН | Росія, Новосибірськ                            | 14 млн             |                       | 365 тис.            |              | 431            |
| 21 | Фундаментальна бібліотека ІНІСП РАН                                      | Росія, Москва                                  | 13,5 млн           | 5,7 млн               | 202 тис.            |              | 342            |
| 22 | Бібліотека Єльського університету                                        | США, Нью-Гейвен                                | 12,3 млн           |                       |                     | 121 млн $    | 716            |